# Saxifraga obtusa
Saxifraga obtusa är en stenbräckeväxtart som först beskrevs av Thomas Archibald Sprague, och fick sitt nu gällande namn av R. Horn och K. Mirko Webr. Saxifraga obtusa ingår i Bräckesläktet som ingår i familjen stenbräckeväxter. Inga underarter finns listade i Catalogue of Life.